# Lambres-lez-Douai
Lambres-lez-Douai és un municipi francès, situat a la regió dels Alts de França, al departament del Nord. L'any 2006 tenia 5.253 habitants. Limita al nord-est amb Douai, a l'est amb Sin-le-Noble, al sud-est amb Férin, al sud amb Corbehem i Courchelettes, al sud-oest amb Brebières i al nord-oest amb Cuincy.

## Demografia
| 1962                                       | 1968  | 1975  | 1982  | 1990  | 1999  | 2006  |
| ------------------------------------------ | ----- | ----- | ----- | ----- | ----- | ----- |
| 4.461                                      | 5.159 | 5.509 | 5.087 | 5.043 | 4.911 | 5.253 |
| Des de 1962: població sense dobles comptes |       |       |       |       |       |       |

## Administració
| Període   | Identitat             | Partit |
| --------- | --------------------- | ------ |
| 1966-1971 | Raymond Masclet       |        |
| 1971-1980 | Michel Hennebois      |        |
| 1980-2001 | Jules Fromont         |        |
| 2001-     | Martial Vandewoestyne |        |